# Bejbarys Atyrau
Bejbarys Atyrau (kaz. Бейбарыс Атырау) – klub hokejowy z siedzibą w Atyrau.

## Sukcesy
- Srebrny medal mistrzostw Kazachstanu: 2010, 2013
- Złoty medal mistrzostw Kazachstanu: 2011, 2012, 2016, 2019
- Puchar Kazachstanu: 2008
- Udział w Pucharze Kontynentalnym: 2011/2012, 2012/2013, 2016/2017
- Drugie miejsce w Pucharze Kontynentalnym: 2017
- Brązowy medal mistrzostw Kazachstanu: 2022